# Ставицкая, Анна Эдвардовна
Анна Эдвардовна Ставицкая (род. 26 июня 1972, Москва, РСФСР, СССР) — российский адвокат, специализирующийся по делам об экстрадиции и осуществляющих представительство в Европейском суде по правам человека. Специалист по Суду присяжных в России. Являлась участником ряда резонансных процессов — по делу об убийстве Анны Политковской, по делам ученых, обвиненных в шпионаже, по так называемому Катынскому делу и т. д.

## Биография
Анна Эдвардовна Ставицкая родилась 26 июня 1972 года в г. Москве. Окончила Московскую государственную юридическую академию в 1996 году. Сразу после окончания института поступила в группу стажеров Московской городской коллегии адвокатов. С 27 мая 1997 года имеет адвокатский статус (номер в реестре адвокатов 77/311), является членом Адвокатской палаты города Москвы и осуществляет профессиональную деятельность в составе Московской коллегии адвокатов "Липцер, Ставицкая и партнеры".
В 1997 году прошла стажировку в Датском институте по правам человека. В своей адвокатской деятельности использует международные механизмы защиты прав человека. Сотрудничает с Центром содействия международной защите.
В 2019 году совместно с журналистом и правозащитницей Зоей Световой вела подкаст «Право слово», в котором две подруги — журналист и юрист — на примере несправедливых приговоров показывали проблемы российского правосудия и обсуждали их в разговорах с известными судьями, писатели, артистами, пытаясь понять, как можно реформировать российскую правоохранительную систему.

## Премии, рейтинги
- 2011 год: премия Московской Хельсинской группы в области защиты прав человека в номинации «За отстаивание прав человека в суде»[8]

- C 2011 года входила в рейтинг «100 самых влиятельных женщин в России», который составлялся журналом Огонёк, Эхо Москвы и РИА Новости, на протяжении всего времени существования рейтинга[9][10]

- 2019 год: стала лидером рейтинга 33-х самых открытых и авторитетных для СМИ представителей адвокатуры, составленный Институтом развития правовой культуры и коммуникаций[11] на основе экспертного опроса ведущих судебных журналистов России[12]

## Основные судебные дела
- С 2001 года участвовала в деле Игоря Сутягина[13], который обвинялся в совершении государственной измены в форме шпионажа. В ноябре 2003 года началось рассмотрение дела Сутягина с участием присяжных заседателей, однако после нескольких дней рассмотрения дела коллегия присяжных была распущена. В марте 2004 года судебное заседание в отношении Сутягина вновь продолжилось, уже с новой коллегией присяжных. В апреле 2004 года присяжные вынесли обвинительный вердикт, и Сутягину было назначено наказание в виде 15 лет лишения свободы. Адвокаты установили, что властями в коллегию присяжных был внедрен бывший сотрудник СВР, который и склонили присяжных вынести обвинительный вердикт.[14] Адвокатами Ставицкой и Москаленко была подана жалоба в Европейский Суд. 3 мая 2011 года Европейский Суд признал, что в отношении Сутягина было допущено нарушение ст. 6 Конвенции в части независимого и беспристрастного суда[15]

- Вместе с адвокатом Москаленко К. А. представляла интересы родственников Анны Политковской Активное участие в представлении интересов потерпевших по делу об убийстве Политковской привело к тому, что в 2011 году расследование сдвинулось с места и были привлечены в качестве обвиняемых организаторы убийства — сотрудник ГУВД Дмитрий Павлюченков и Лом-Али Гайтукаев. 20 мая 2014 г. присяжные признали всех подсудимых виновными в убийстве Политковской. Адвокатами Ставицкой и Москаленко была направлена жалоба в Европейский Суд. Постановлением ЕСПЧ от 17 июля 2017 года установлено нарушение ст. 2 Конвенции в части позитивных обязательств государства, в сфере защиты права на жизнь, а именно не проведение эффективного расследования убийства, так как заказчики убийства не установлены[16]

- Представляла интересы родственников погибших польских офицеров по Катынскому делу: была представителем в судах различных инстанций, обжалуя решения судов и Главной военной прокуратуры РФ об отказе в реабилитации и отмене постановления о прекращении уголовного дела по расследованию «катынского преступления». Ставицкая также является представителем Заявителей в Европейском Суде. 6 октября 2011 года в Европейском Суде проходило открытое слушание жалобы, где Ставицкая принимала участие в качестве эксперта[17][18]

- Представляла интересы бухгалтера Центрального Банка Туркменистана Мурада Гарабаева, который обвинялся в хищении 20 миллионов долларов со счета Центрального Банка Туркменистана. Гарабаев был незаконно экстрадирован из России в Туркменистан по запросу Туркменистана о выдаче. Благодаря жалобе Ставицкой Европейский Суд экстренно вмешался в ситуацию, Гарабаев был возвращен из Туркменистана в Россию и впоследствии оправдан Замоскворецким судом г. Москвы[19]

- Осуществляла защиту бизнесмена Игоря Поддубного. Коллегия присяжных вынесла по этому делу оправдательный вердикт, на основании которого был вынесен оправдательный приговор, бизнесмен был освобожден после 5 лет нахождения под стражей[20]

- Осуществляла защиту нотариуса Фаиля Садретдинова, который обвинялся в неуважении к суду, прокурору, оскорблении следователя и причинении телесных повреждений следователю и конвоиру. Дело рассматривалось судом присяжных. Садретдинов был оправдан по всем пунктам обвинения[21]

- Представляла интересы предпринимателя Гулевич Натальи Милентиевны, которая содержалась под стражей с 4 декабря 2010 года. Гулевич вину не признавала и считала, что уголовное дело было возбуждено для легализации рейдерского захвата ее бизнеса, в результате которого в распоряжении ОАО НОМОС-БАНК оказались 5 зданий в центре Москвы, принадлежавшие бизнесу Гулевич. В период нахождения под стражей состояние здоровья Гулевич резко ухудшилось. В связи с тем, что жизни Гулевич угрожала опасность, после обращения Ставицкой Европейский Суд экстренно вмешался в ситуацию и рассмотрел дело в приоритетном порядке. В результате 26 декабря 2011 года Таганский суд г. Москвы освободил Наталью Гулевич из-под стражи[22][23]

- Являлась представителем в ЕСПЧ по делу ученого Данилова. 1 декабря 2020 г. Европейский Суд принял решение, где указал на нарушение права на справедливое судебное разбирательство: четверо присяжных второго состава имели допуск к гостайне, а значит, не были независимы от ФСБ; кроме того, российский суд отказал защите в допросе десяти экспертов со стороны обвинения и отказался заслушать специалистов, заявляющих о невиновности ученого[источник не указан 680 дней]

- Представляла интересы журналиста Романа Анина — основателя проекта Важные истории. В апреле 2021 года в квартире Романа Анина был проведен обыск по уголовному делу о вмешательстве в частную жизнь бывшей жены главы Роснефти Игоря Сечина. 31 июля 2016 г. в Новой газете было опубликовано расследование Романа Анина «Секрет „Принцессы Ольги“», где высказывалось мнение о принадлежности яхты Сечину[24]. Вопросы у Следственного Комитета РФ к Анину возникли в связи с использованием фотографий из аккаунта жены Сечина, которые она публиковала в социальной сети Instagram. В итоге Анин остался в статусе свидетеля по возбужденному уголовному делу[25]